# Saint-Igny-de-Vers
Saint-Igny-de-Vers is een gemeente in het Franse departement Rhône (regio Auvergne-Rhône-Alpes) en telt 553 inwoners (1999). De plaats maakt deel uit van het arrondissement Villefranche-sur-Saône.

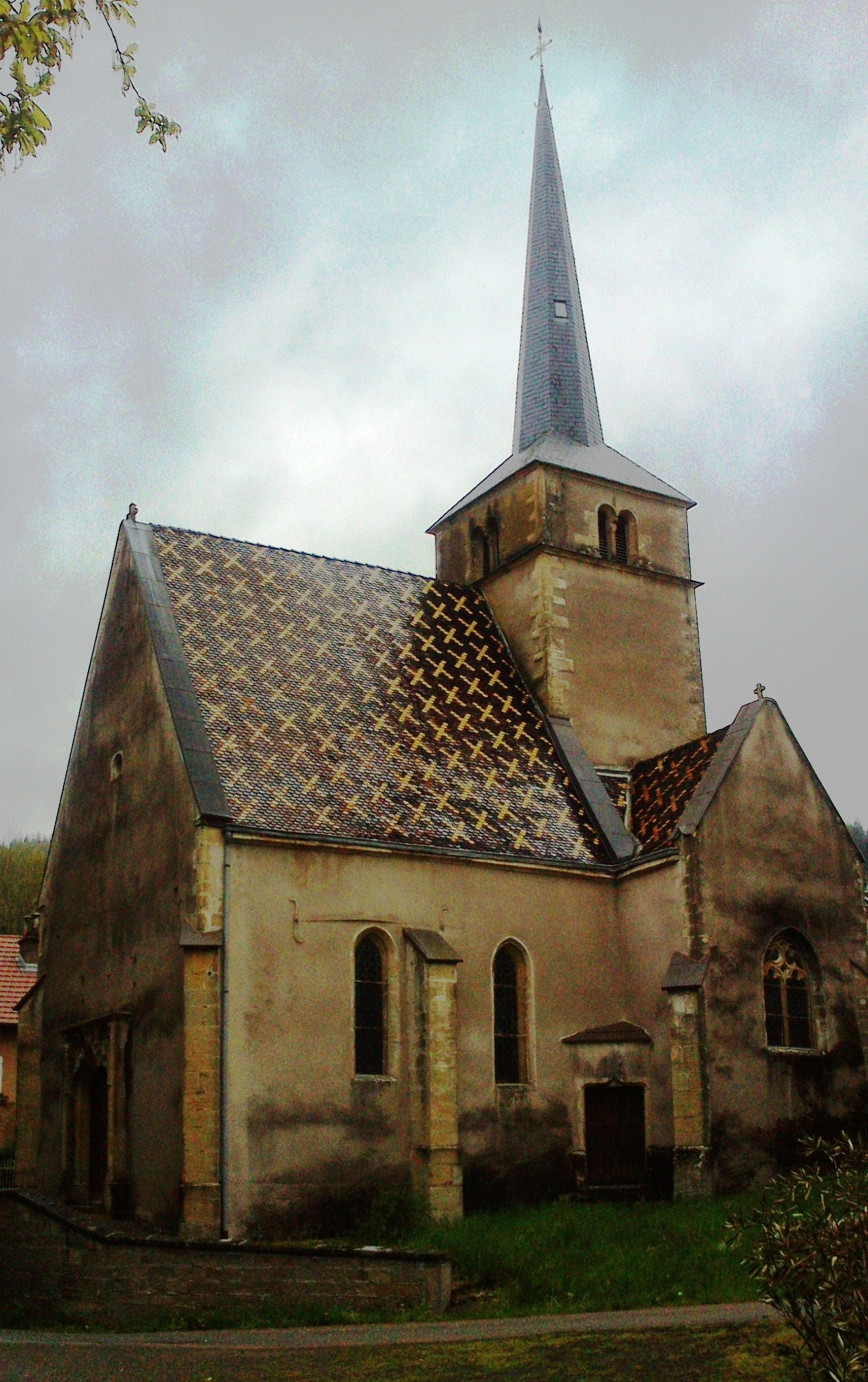
Chapelle Notre-Dame
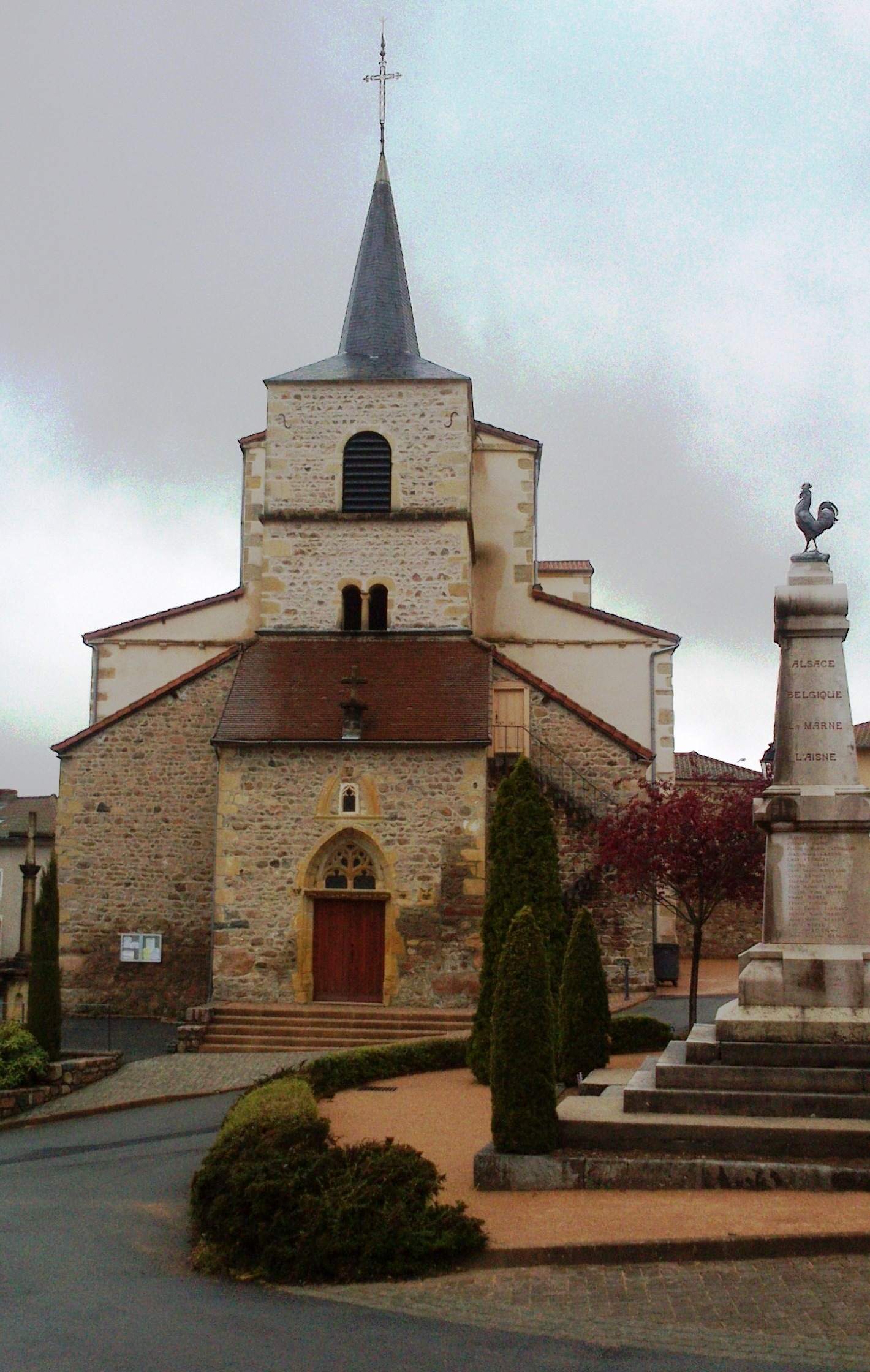
Kerk Saint-Jean-Baptiste

## Geografie
De oppervlakte van Saint-Igny-de-Vers bedraagt 27,9 km², de bevolkingsdichtheid is 19,8 inwoners per km².
De onderstaande kaart toont de ligging van Saint-Igny-de-Vers met de belangrijkste infrastructuur en aangrenzende gemeenten.

## Demografie
Onderstaande figuur toont het verloop van het inwonertal (bron: INSEE-tellingen).